# 수 공제
수 공황제 양유(隋 恭皇帝 楊侑, 605년 ~ 619년 9월 14일(음력 8월 1일))는 중국 수나라의 제3대이자 마지막 황제(재위: 617년 ~ 618년)이다. 양제의 손자이자 원덕태자의 3남이다. 이연에게 선양한 이후 작위는 휴국공(酅國公)이다.

## 생애
원래 대왕(代王)의 작위에 있었으나 606년에 원덕태자가 급사하자 양제에 의하여 황태손으로 책봉되었다. 617년 12월 18일에 양제가 강도에 있었을 때 태원유수 이연은 양광을 퇴위시켜 태상황으로 받들고, 황태손 양유를 황제로 즉위시키고 이연 자신이 섭정을 맡았다. 그러나 618년 6월 12일에 이연은 공제를 폐위한 뒤 당나라를 세워 황제로 즉위했다. 공제는 이듬해인 619년에 이세민이 보낸 자객들에 의해 살해당했다.

## 기년
| 공제        | 원년            | 2년        |
| ----------- | --------------- | ---------- |
| 서력 (西曆) | 617년           | 618년      |
| 간지 (干支) | 정축(丁丑)      | 무인(戊寅) |
| 연호 (年號) | 의녕(義寧) 원년 | 2년        |

| 전임 양제 양광 | 제3대 수나라 황제 617년 ~ 618년 | 후임 공제 양동 |